# Amberde (Armavir)
Amberde (Ամբերդ, Amberd), chamada Franganots até 1978, é uma aldeia no município de Valarsapate, na província de Armavir, na Armênia. De acordo com o censo de 2011, havia 1 412 habitantes.

## História
Amberde está situada no sopé do monte Aragats, cerca de 7 quilômetros a nordeste de Valarsapate, numa área com jardins. Sua economia é baseada em viticultura, cultivo de vegetais, criação de gado e avicultura. Nela há uma escola secundária, um clube, uma biblioteca, um jardim de infância, um cinema permanente e rede telefônica. É abastecida com água potável de Bazmaliur e sua irrigação é feita pelo canal advindo do curso inferior do rio Razdã. A leste está a arruinada Igreja de São Tomás, bem como um antigo cemitério de lápides ornamentadas.